# San Giovanni a Carbonara
A San Giovanni a Carbonara templom Nápoly történelmi központjában.  A Via Carbonara északi végében áll, a régi város keleti falain kívül. közvetlenül a Pietatella a Carbonara mellett. A carbonara jelentése szénégető. A középkor során itt gyűjtötték össze és égették el a város szemetét.

## Története
A kolostort és templom komplexumot az Ágoston-rendiek alapították 1343-ban. A templom építését 1418-ban fejezték be Durazzói László uralkodása idején, aki a templomot a nápolyi Anjou királyok panteonjává alakította át. A következő évszázadok során többször is kibővítették. Művészi szempontból értékes a két kápolnája: Caracciolo del Sole és Caracciolo di Vico, amelyben a Caracciolo nemesi család tagjai nyugszanak. A templom bejáratához egy monumentális lépcsősor vezet, amelyet Ferdinando Sanfelice épített 1707-1708-ban. A templom fő látnivalója László király 18 méter magas síremléke, Andrea da Firenze alkotása.